# Lijnintegraal

Lijnintegraal over de kromme in een scalair veld gegeven door als de oppervlakte onder

Een lijnintegraal over een gegeven kromme {\displaystyle K} is de integraal berekend over het traject van {\displaystyle K}. {\displaystyle K} ligt in een metrische ruimte {\displaystyle \mathbb {R} ^{n}}, dus in een ruimte van {\displaystyle n} dimensies, of in een ruimte {\displaystyle \mathbb {C} ^{n}}. Men onderscheidt een scalaire lijnintegraal van een vectoriële lijnintegraal naargelang de doorlopen kromme in een scalair veld of in een vectorveld ligt.
De lijnintegraal is een van de generalisaties van het klassieke integraalbegrip voor meerdimensionale ruimten. Het domein van de gegeven functie is niet langer een reëel interval, maar een stuksgewijs differentieerbare kromme in een meerdimensionale ruimte of algemener in een variëteit waarop een booglengte is gedefinieerd. De theorie van variëteiten is in de 19e eeuw door Bernhard Riemann ontwikkeld. 

## Scalaire lijnintegraal

### Definitie
Om de lijnintegraal van de scalaire functie {\displaystyle f} over de boog {\displaystyle AB} op de kromme {\displaystyle K} te bepalen, wordt de boog  door de punten {\displaystyle x_{0},x_{1},\ldots ,x_{n}} in {\displaystyle n} stukjes opgedeeld. Bij deze opdeling hoort een riemannsom
{\displaystyle \sum _{k=1}^{n}f(a_{k})\Delta s_{k}},
waarin {\displaystyle \Delta s_{k}} de lengte van de boog tussen de punten {\displaystyle x_{k-1}} en {\displaystyle x_{k}} is en {\displaystyle a_{k}} een punt op deze boog. Als bij een voorgaande verfijning van de opdeling de riemannsommen convergeren, noemt men de limiet de lijnintegraal
{\displaystyle \int _{AB}f\ \mathrm {d} s}

### Kringintegraal
Als de kromme {\displaystyle C} waarover wordt geïntegreerd, gesloten is, heeft het beginpunt geen invloed op de lijnintegraal. Men kan dus over een vrije lus integreren en spreekt dan van een kring- of contourintegraal, genoteerd als:
{\displaystyle {}\oint _{C}f\ \mathrm {d} s}

### Parametrisering
Als de boog {\displaystyle AB} door de bijectie
{\displaystyle g:[a,b]\to \mathbb {R} ^{n}}
is geparametriseerd, zodat {\displaystyle A=g(a)} en {\displaystyle B=g(b)}, kan de lijnintegraal worden geschreven als:
{\displaystyle \int _{AB}f\ \mathrm {d} s=\int _{a}^{b}f(g(t))\ \|g'(t)\|\ \mathrm {d} t}
Hierin is {\displaystyle t} de parameter voor het door {\displaystyle g} gedefinieerde traject in de ruimte {\displaystyle \mathbb {R} ^{n}}. De waarde van een scalaire lijnintegraal is afhankelijk van de functie {\displaystyle f} en van de boog {\displaystyle AB}, maar hangt niet van manier af hoe het traject over de boog is geparametriseerd en niet van de zin waarin de boog wordt doorlopen.

#### Voorbeeld
De rondgang van een schroeflijn is langer dan een cirkel met dezelfde straal. Dat aantonen kan door de lengte van de schroeflijn met een lijnintegraal te berekenen.
{\displaystyle x(t)=\rho \cos(2\pi t)}
{\displaystyle y(t)=\rho \sin(2\pi t)}
{\displaystyle z(t)=\alpha t}
De lengte {\displaystyle L} van de boog bij een rondgang van {\displaystyle A} naar {\displaystyle B} is:
{\displaystyle L=\int _{AB}1\,\mathrm {d} s=\int _{0}^{1}\|g'(t)\|\ \mathrm {d} t=}
{\displaystyle =\int _{0}^{1}{\sqrt {(2\pi \rho )^{2}(\sin ^{2}(2\pi t)+\cos ^{2}(2\pi t))+\alpha ^{2}\ }}\ \mathrm {d} t={\sqrt {(2\pi \rho )^{2}+\alpha ^{2}\ }}}
dus zo lang als de hypotenusa van een rechthoekige driehoek met rechthoekszijden de spoed {\displaystyle \alpha } en de omtrek van een cirkel met straal {\displaystyle \rho }. De omtrek van een cirkel is dus kleiner dan deze weglengte, indien {\displaystyle \alpha \neq 0}.

### Complexe lijnintegraal
In de complexe functietheorie kan het product {\displaystyle f(a_{k},b_{k})\Delta s_{k}} worden geïnterpreteerd als een vermenigvuldiging van complexe getallen. Het eerste belangrijke resultaat van de complexe functietheorie is de integraalformule van Cauchy. 
Als het domein van een complex differentieerbare, holomorfe functie enkelvoudig samenhangend is, dat wil zeggen geen gaten heeft, dan is de lijnintegraal van die functie tussen twee gegeven punten in het domein, onafhankelijk van de gekozen weg. Een voorbeeld is het zwaartekrachtsveld. Dit is de integraalformule van Cauchy:
{\displaystyle \oint _{C}f(z)\ \mathrm {d} z=0}
Iedere kringintegraal van zo'n functie is dus gelijk aan nul.

## Vectoriële lijnintegraal

### Definitie
Een lijnintegraal in een {\displaystyle n}-dimensionaal vectorveld {\displaystyle \mathbf {F} } waarbij {\displaystyle \mathbf {r} } een kromme {\displaystyle K} in een {\displaystyle n}-dimensionale ruimte doorloopt is
{\displaystyle \int _{A}^{B}\mathbf {F} (\mathbf {r} )\cdot \mathrm {d} \mathbf {r} \ =\ \int _{t(A)}^{t(B)}\mathbf {F} (\mathbf {r} (t))\cdot \mathbf {r} '(t)\ \mathrm {d} t}
Het resultaat is een scalaire grootheid want het product in de integraal is het inwendige product van twee vectoren. De lijnintegraal integreert dus de lokale waarde van het vectorveld {\displaystyle \mathbf {F} } vermenigvuldigd met een infinitesimale verplaatsing {\displaystyle \mathrm {d} \mathbf {r} }. Als de hoek tussen deze twee vectoren kleiner is dan 90° levert dat een positieve bijdrage tot de integraal want dan is het scalair product positief. In punten waar ze loodrecht op elkaar staan is de bijdrage nul en in punten waar de hoek groter is dan 90° is de bijdrage negatief.

### Eigenschappen
- Een vectoriële lijnintegraal is afhankelijk van het vectorveld en de doorlopen kromme {\displaystyle K} maar niet van de manier waarop {\displaystyle K} is geparametriseerd, dus niet van de parametervergelijkingen die zijn gebruikt om {\displaystyle K} te beschrijven.
- Een vectoriële lijnintegraal verandert, in tegenstelling tot een scalaire lijnintegraal, van teken wanneer de kromme in de andere zin wordt doorlopen

{\displaystyle \int _{A}^{B}\mathbf {F} (\mathbf {r} )\cdot \mathrm {d} \mathbf {r} \ =\ -\int _{B}^{A}\mathbf {F} (\mathbf {r} )\cdot \mathrm {d} \mathbf {r} }
- Indien {\displaystyle A}, {\displaystyle B} en {\displaystyle C} punten zijn op de kromme {\displaystyle K} geldt, ongeacht de onderlinge volgorde van de drie punten over de kromme:

{\displaystyle \int _{A}^{B}\mathbf {F} (\mathbf {r} )\cdot \mathrm {d} \mathbf {r} +\int _{B}^{C}\mathbf {F} (\mathbf {r} )\cdot \mathrm {d} \mathbf {r} =\int _{C}^{A}\mathbf {F} (\mathbf {r} )\cdot \mathrm {d} \mathbf {r} }
- Een lijnintegraal waarvan begin- en eindpunt gelijk zijn, een zogenaamde kringintegraal, is niet noodzakelijk nul. Stel bijvoorbeeld dat een volledige cirkel wordt doorlopen. Dan zijn begin- en eindpunt gelijk maar hun respectievelijke parameterwaarden zullen verschillen, bijvoorbeeld door een verschil {\displaystyle 2\pi }. Echter, een kringintegraal in een conservatief vectorveld is wel nul.

### Voorbeeld
Gegeven het vectorveld {\displaystyle \mathbf {F} =[xy,x-y]}, de vlakke kromme {\displaystyle K\colon x^{3}=(y-1)^{2}} en de punten {\displaystyle A=(1,2)} en {\displaystyle B=(4,9)} op die kromme. Om de lijnintegraal van {\displaystyle \mathbf {F} } langs {\displaystyle K} van {\displaystyle A} naar {\displaystyle B} te berekenen moet eerst een parametervergelijking van het traject langs {\displaystyle K} tussen die twee punten gekozen worden. Dit kan bijvoorbeeld zijn:
{\displaystyle x(t)=t^{2}}
{\displaystyle y(t)=1+t^{3}}
waarbij {\displaystyle t\in [1,2]} ons van {\displaystyle A} naar {\displaystyle B} brengt. De lijnintegraal wordt dan:
{\displaystyle \int _{A}^{B}\mathbf {F} \cdot \mathrm {d} \mathbf {r} =\int _{t=1}^{t=2}{\big (}\ F_{x}(x(t),y(t))\ x'(t)+F_{y}(x(t),y(t))\ y'(t)\ {\big )}\ \mathrm {d} t=}
{\displaystyle =\int _{t=1}^{t=2}{\big (}\ t^{2}(1+t^{3})2t+(t^{2}-1-t^{3})3t^{2}\ {\big )}\ \mathrm {d} t=836/35}

### In een conservatief vectorveld
In een conservatief vectorveld is de lijnintegraal onafhankelijk van de gevolgde kromme {\displaystyle K} die het beginpunt {\displaystyle A} en het eindpunt {\displaystyle B} van de lijnintegraal verbindt. Dan kan de lijnintegraal worden gevonden door zelf een kromme {\displaystyle K} te kiezen zoals bijvoorbeeld een lijnstuk of door eerst de potentiaalfunctie {\displaystyle \varphi } van het conservatief veld te zoeken. Dan kan men verder gaan met:
{\displaystyle \int _{A}^{B}\mathbf {F} (\mathbf {r} )\cdot \mathrm {d} \mathbf {r} =\varphi (B)-\varphi (A)}
Hieruit volgt ook dat een kringintegraal in een conservatief veld nul is, want dan vallen de punten {\displaystyle A} en {\displaystyle B} samen, dus is {\displaystyle \varphi (B)-\varphi (A)} gelijk aan nul.

### Toepassing: arbeid in het gravitatieveld
In de buurt van het aardoppervlak is de zwaartekracht uitgeoefend op een massa {\displaystyle m} indien de positieve zin van de verticale coördinaatas naar boven gekozen wordt gelijk aan:
{\displaystyle \mathbf {F} =(0,-mg)}
met {\displaystyle g=9{,}81\ {\text{m/s}}^{2}} de lokale gravitatieversnelling vlak bij het aardoppervlak.
Stel dat een massa {\displaystyle m} vanop een hoogte {\displaystyle h} in horizontale richting met beginsnelheid {\displaystyle v_{0}} wordt gelanceerd, dan zijn de bewegingsvergelijkingen:
{\displaystyle \mathbf {r} =(x(t),y(t))=(v_{0}t,h-{\tfrac {1}{2}}g\ t^{2})}
De afgeleide (naar de tijd) van deze vector is dan:
{\displaystyle \mathbf {r} {}'=(x'(t),y'(t))=(v_{0},-g\ t)}
De tijd {\displaystyle T_{0}} die de massa nodig heeft om de grond te bereiken kan worden gevonden door de tweede component van {\displaystyle \mathbf {r} } gelijk aan nul te stellen zodat:
{\displaystyle T_{0}={\sqrt {{\frac {2h}{g}}\ }}}
De arbeid {\displaystyle W} die nodig is om de massa op de grond te brengen, is dan de lijnintegraal:
{\displaystyle W=\int _{t=0}^{T_{0}}\left(F_{x}x'(t)+F_{y}y'(t)\right)\ \mathrm {d} t=\int _{t=0}^{T_{0}}m\ g^{2}t\ \mathrm {d} t=m\ g\ h}
en dit is het verschil in potentiële energie van de massa tussen haar begin- en eindpositie.
Dit voorbeeld kan ook anders worden opgelost, want het veld {\displaystyle \mathbf {F} } is conservatief, met als potentiaalfunctie
{\displaystyle \varphi (y)=-m\ g\ y}
De waarde van de lijnintegraal kan dan ook worden gevonden als
{\displaystyle \varphi (0)-\varphi (H)=m\ g\ \ h}
De potentiaalfunctie is in dit geval de potentiële energie waarvan het nulpunt op het aardoppervlak wordt gekozen.